# Reyno!
Reyno! är en svensk dokumentärfilm från 1987 i regi av Peter Torbiörnsson. Filmen skildrar barnsoldaten Reynos liv i en by i norra Nicaragua.